# Мовчани (Жмеринський район)
Мовчани́ — село в Україні,у Станіславчицькій сільській громаді Жмеринського району Вінницької області.

## Географія
Краєзнавець Жмеринщини Михайло Петрович Солоненко стверджує, що в цей період осадчий — козак Мовчан — започаткував село. За його прізвищем воно отримало свою назву Мовчани.
В цій місцевості протікає річка Батіжок, вона бере свій початок на південно-східній стороні від с. Носківці, має протяжність до 10 кілометрів, впадає в річку Мурашку. Започатковані Мовчани зруйнували ординці, спалили церкву. На тому місці в наш час виявлено багато людських захоронень, біля них знайдені коси, якими захищались оборонці. Село знову заселялось в густому полісся на горбистій місцевості поближче до річки.
Поблизу села розташований об'єкт природно-заповідного фонду - ландшафтний заказник місцевого значення Мовчани.

## Історія села Мовчани
За старим «Проектом заселення України» 1590 року почалось інтенсивне заселення Подільських земель польськую шляхтою. Село Мовчани з часом стало власністю польського шляхтича Прижитецького, в 1797 році він будує тут костьол і домагається навернення місцевого населення до католицизму, поширюючи уніатство. Частину непокірних православних селян силою було переселено до села Лука-Мовчанська. Землі православної церкви були відібрані і передані Мовчанському костьолу. Унія в селі набирала сили.
Дещо пізніше починають в центрі села будувати «Грабарку» — водойму на зразок басейна. Вона має прямокутну форму. З боків була обмурована білим вапняковим каменем, через отвори якого всередину надходила прозора вода. Чисельні джерела, що б'ють з її дна, наповнювали водосховище, яке не зацвітало протягом літа і не покривалось рослинністю при утриманні води на одному рівні. Біля костьолу знаходилось житлове приміщення ксьондза (старий корпус Мовчанської неповносередньої школи). В Грабарці влітку купався ксьондз і його оточення. Ймовірно, що назва «Грабарка» отримана від воза-грабарки, яким вивозили землю, коли копалась копанка.
В 1990 році в грабарці кам'яні стіни замінили бетонними плитами, її почали називати «басейном». Але з цією перебудовою значно впав рівень води, вона втратила прозорість, стала зацвітати і покрилась рослинністю. І все ж так "Грабарка» прикрашає село, його центр.
В період турецької окупації в селі Мовчани були прориті три підземні ходи в напрямках Шаргорода, Копайгорода, Бару. Один із входів знаходився поблизу приміщення Мовчанської сільської ради. Зі слів Лілії Михайлівни Гандзійчук — директора Мовчанської школи, дізнаємось: «В дитинстві, граючись, ми опускались у підземелля. Воно було вимуруване з цегли, йти по ньому було важко і страшно, гасла свічка, а цегла виглядала добротною».
За адміністративним поділом Мовчали відносились до Ямпільського повіту і певний час було центром волості. До Мовчанського волоського комітету ВХОДИЛИ Населені Пункти: Мовчани, Пасинки, Телилинці, Лука-Мовчанська, Гута Мовчанська. Очолював волосний комітет Йосип Іванович Барцицький. В селі працював повітовий лікар (1920 р.). Після земельних реформ 1861 року та Столипінської 1912 року місцеві поміщики з 2000 десятин мовчанської землі мали в своєму користуванні 1080 десятин. До 1917 року нею володіли поміщики: Бургорт, Інжецький, Гадзінський. 18 багатіших селян мали 736 десятин землі, на решту селян, припадало 184 десятини. Були і безземельні селяни, батраки (строкарі), вони працювали на поміщика і на багатих селян, на жнивах — за четвертинний сніп. У селі проживало 10 ремісників, 1 коваль, 3 теслі, 1 муляр, 6 бондарів. В період раннього розвитку капіталізму з Мовчанах працювала ґуральня, цегельний та шкіряний заводи, вапнярки з місцевого каменю кілювали вапно, яким торгували.
У 1830 році в тутешнього поміщика Михайла Богдановського народився син Олександр, у майбутньому доктор права, заслужений ординарний професор Одеського інституту, пізніше перейменованого в університет. Його могила і пам'ятник з білого мармуру постійно привертають увагу. Олександра Михайловича Богдановського після смерті поховали на Мовчанському цвинтарі. Як не сутужно і важко жилося селянину, але він вперто боровся за своє існування: орав, сіяв, будувався. Село залюднювалось. В 1901 році в Мовчанах проживало 2948 жителів. Церковно-приходська школа почала працювати з 1865 року. Приміщення знаходилось поблизу православної церкви на центральній площі села. На ній збирався ярмарок, на який з'їжджались і сходились з оточуючих сіл. Знамениту мовчанську ковбасу, її технологію приготування передали предки до нашого часу. Своєрідна забудова села та його вулиць. Всі вони відходять від центру торгової площі. Школа, православна церква, торгові магазини, сільська рада. костел, літній естрадний майданчик, водяний басейн -всі межують з ринковою площею. Біля "Грабарки" знаходиться три криниці. Коли влітку не стає води в криницях, люди її беруть з цих криниць, у них завжди достатньо води.
З селом Мовчали пов'язано написання повісті Михайлом Михайловичем Коцюбинським "На віру". Батько письменника в 1880-1882 роках працював волосним писарем в с. Станіславчику. Михайло приходилось часто бувати в Мовчанах. Він чув розповідь про жахливий випадок, що стався в селі, коли чоловік сокирою зарубав свою першу жінку. Жив він з іншою без розпису — на віру. Цей випадок став сюжетом до повісті.
В 1921 році в селі було створено волосну комісію по Розподіл землі. В 1924 році 12 господарів села об'єднались в добровільну спілку по обробітку землі. В 1929 році селянські господарства об'єнуються в колективне господарство. В 1932-1933 роках село пережило голодовку. Голодною смертю померло багато людей. В роки репресій пильне карне око оформило по с. Мовчанах Станіславчицького району так звану «Польську справу». По ній вісім громадян, що мали «польські» закінчення в своїх прізвищах, у тому числі вчителі місцевої школи, визнавались прибічниками Польщі у сприянні їй у підготовці заколоту. А вчитель звинувачувався в проведенні агітаційної роботи серед учнів школи, у небажанні їх поступати до військового училища. Згадані люди посмертно були реабілітовані. Село було окуповано і перебувало бути румунським протектором. Його посягла та ж участь, що і інші села Станіславчицького району. В цей час активізував свою роботу польський костьол, до нього приходили люди сіл Пасинок, Андріївка, Мовчанів. Люди православної віри відвідували церкву. В наш час третина населення село сповідають католицьку віру, а службу в костьолівідвідують люди і православного віросповідання. Прєстольний празник в селі — на Першу Пречисту. В селі діє дві релігійні секти: Адвентистів сьомого дня та Євангельських християн-баптистів.
За останнім всеукраїнським переписом населення в Мовчанах проживає 570 жителів у 235 селянських дворах. За роки Радянської влади здобули педагогічну освіту 75 чоловік, агрономічну 22 чоловіки, професію медичного працівника 30 чоловік, стали військовими спеціалістами 22 чоловіки. Добудовано верхній корпус Мовчанської неповносередньої школи, керував школою Андрій Єфремович Баранов. Успішно керувала піко лою Надія Опанасівна Косаківська, тут проводились районні семінари керівників шкіл. За час керівництва школою Лілією Михайлівнною Гандзійчук були доформлені навчальні кабінети, добудовано приміщення шкільної кухні. Школа набула привабливого вигляду. Був створений дитячий духовий оркестр, яким керував учень старших класів Калабкін Микола. В свій час керували школою Володимир Миколайович Тимченко та Володимир Миколайович Воронюк. Навчались і жили в Мовчанах відомі люди: Петро Петрович Байда — професор Ставропольського медінституту, Степан Никифорович Іванишин працював заступником міністра сільського господарства Киргизької РСР,Володимир Васильович Чижик багато років очолював Жмеринський відділ внутрішніх справ. Колгосп імені Леніна об'єднував виробничі бригади сіл Мовчани, Луки-Мовчанської та Гути. Центральна садиба знаходилась в с. Мовчанах. З 1978 по 1992 роки керував колгоспом Василь Михайлович Зелений. Багатогалузеве господарство мало високі показники в тваринництві. Колгосп імені Леніна був нагороджений Червоним прапором Вінницького обласного комітету партії та облвиконкому за високі надої молока. В господарстві нараховувалось 620 дійних корів. Доярка Раїса Степанівна Радійчук доїла на кожну фуражну корову більше 5000 літрів молока. В комплексній бригаді Віктора Івановича Мельника вкращі врожайні роки збирали з одного гектара 48 центнерів пшениці, по 280 центнерів цукрових буряків. На 1992 рік в господарстві було 32 трактори, 12 автомапіин, 9 зернозбиральних, 2 кукурудзозбиральних та 1 силосний комбайни. За ці роки колгосп побудував свинарник на 300 голів свиней, капітально відремонтував ще один, побудував чотирьохрядний корівник на 200 корів, тракторну ремонтну майстерню, при ній клуб механізаторів, їдальню, лазню.